# The World's Greatest Blues Singer
The World's Greatest Blues Singer est un album de Bessie Smith sorti en 1970.

## Liste des pistes
| No  | Titre                                                | Durée |
| --- | ---------------------------------------------------- | ----- |
| 1.  | Down Hearted Blues                                   | 3:23  |
| 2.  | Gulf Coast Blues                                     | 3:03  |
| 3.  | Aggravatin' Papa                                     | 3:15  |
| 4.  | Beale Street Mama                                    | 3:33  |
| 5.  | Baby Won't You Please Come Home                      | 2:54  |
| 6.  | Oh Daddy (You Won't Have No Mama At All)             | 3:02  |
| 7.  | Tain't Nobody's Bizness If I Do                      | 3:23  |
| 8.  | Keeps On A-Rainin' (Papa, He Can't Make No Time)     | 3:03  |
| 9.  | Mama's Got The Blues                                 | 2:55  |
| 10. | Outside Of That                                      | 3:27  |
| 11. | Bleeding Hearted Blues                               | 3:05  |
| 12. | Lady Luck Blues                                      | 3:06  |
| 13. | Yodeling Blues                                       | 3:10  |
| 14. | Midnight Blues                                       | 3:15  |
| 15. | If You Don't, I Know Who Will                        | 3:33  |
| 16. | Nobody In Town Can Bake A Sweet Jelly Roll Like Mine | 3:28  |
| 17. | See If I'll Care                                     | 3:22  |
| 18. | Baby Have Pity On Me                                 | 3:17  |
| 19. | On Revival Day (A Rhythmic Spiritual)                | 2:55  |
| 20. | Moan, You Mourners                                   | 3:10  |
| 21. | Hustlin' Dan                                         | 3:30  |
| 22. | Black Mountain Blues                                 | 3:07  |
| 23. | In The House Blues                                   | 3:00  |
| 24. | Long Old Road                                        | 3:26  |
| 25. | Blue Blue                                            | 3:10  |
| 26. | Shipwreck Blues                                      | 3:19  |
| 27. | Need A Little Sugar In My Bowl                       | 2:46  |
| 28. | Safety Mama                                          | 3:22  |
| 29. | Do Your Duty                                         | 3:24  |
| 30. | Gimme A Pigfoot                                      | 3:37  |
| 31. | Take Me For A Buggy Ride                             | 2:35  |
| 32. | Down In The Dumps                                    | 3:09  |

## Distinctions
L'album remporte le Grammy Award des meilleures notes d'album en 1971.